# ASEA Rz
Az ASEA Rz egy svéd Bo'Bo' tengelyelrendezésű prototípus 15 kV, 16,7 Hz AC áramrendszerű villamosmozdony volt, amelyben aszinkron motoros meghajtást próbáltak ki. Összesen 1 darabot gyártott belőle az ASEA 1982-ben. Tesztelésére 1989-ben került sor, a Siljansbanan vonalon. 1992-ben a mozdonyt a svéd vasúti múzeumnak adományozták, majd 1999-ben Örebróba került.